# Grande Guerre patriotique
Cet article court présente un sujet plus développé dans : Front de l'Est (Seconde Guerre mondiale).

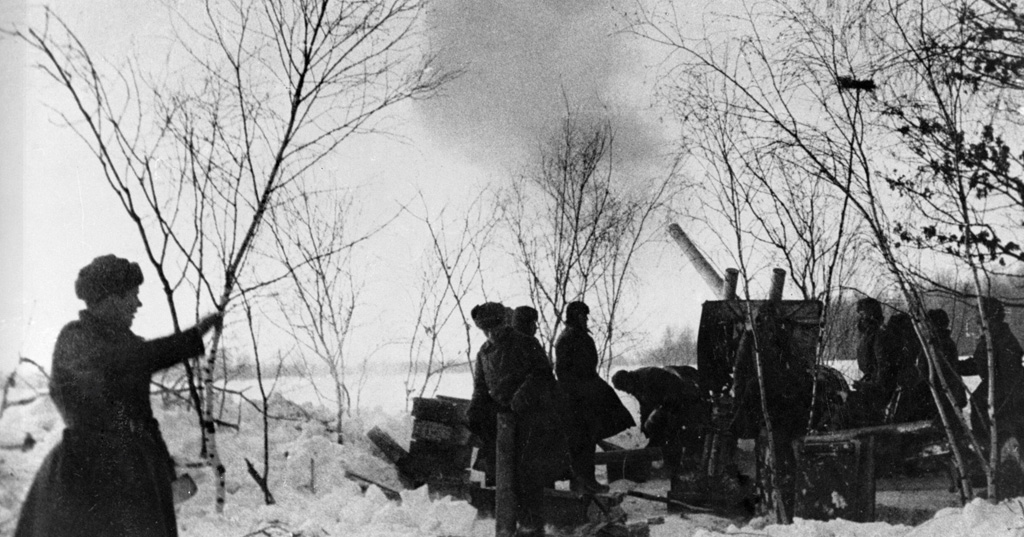
Canon soviétique de 122 mm aux abords de Moscou. Photo de Viktor Temine.

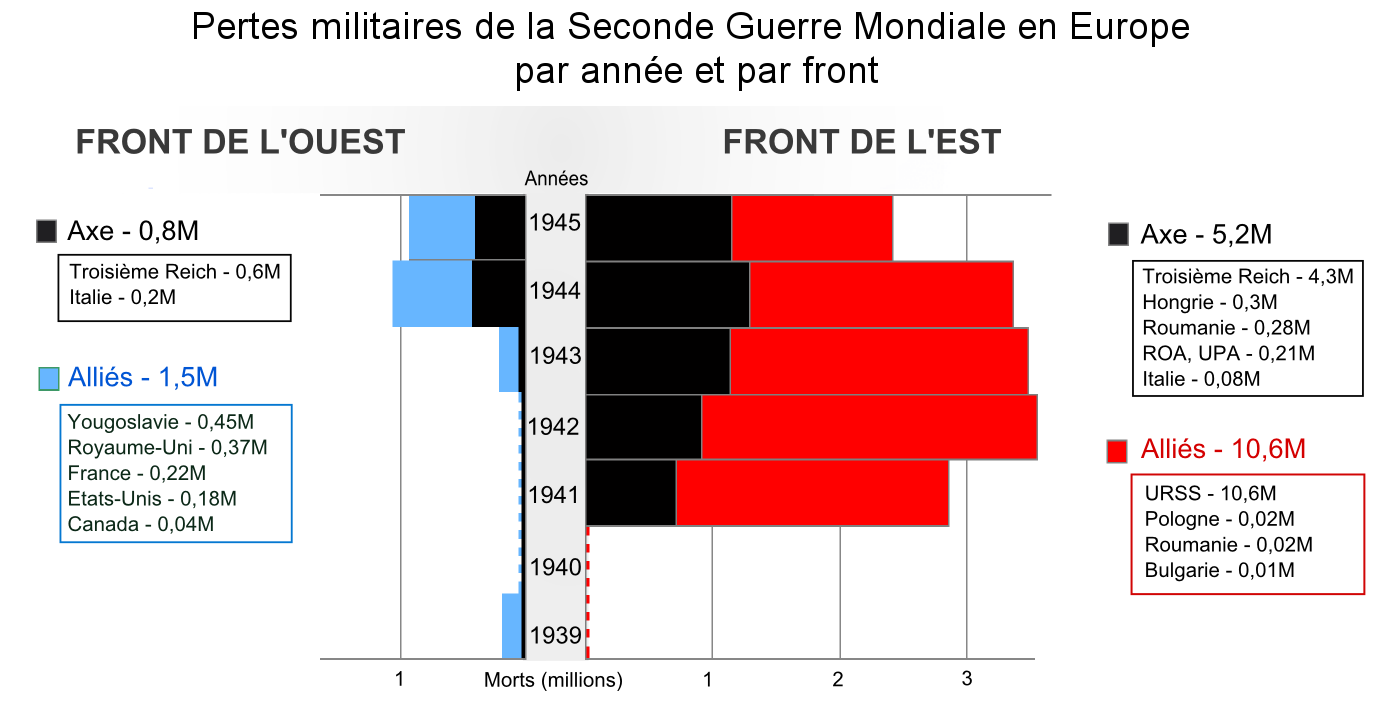
Graphique représentant les pertes militaires des belligérants sur les deux fronts de combat européens : à gauche sur le front de l'Ouest, à droite sur le front de l'Est.

La Grande Guerre patriotique (en russe : Великая Отечественная война) est l'expression par laquelle l'Union soviétique, puis la Russie post-soviétique et certains de ses alliés désignent le conflit qui opposa la première à l'Allemagne nazie de juin 1941 à mai 1945. Elle correspond, dans le contexte d'une approche de la Seconde Guerre mondiale limitée à sa dimension européenne, au théâtre d'opération est-européen à partir de l'attaque allemande contre l'URSS. La guerre soviéto-japonaise (août-septembre 1945) en est le prolongement.

## Dénomination
La dénomination de « Grande Guerre patriotique » apparaît pour la première fois dans la manchette du premier numéro de la Pravda à paraître après l'invasion, et Staline ne tarde pas à reprendre personnellement cette formule . Le terme est une référence directe à la « guerre patriotique de 1812 », forte de sa résistance à l'invasion des troupes napoléoniennes en 1812.

## Description
Ce fut, de juin 1941 à mai 1945, une guerre totale : les conventions de Genève n'y furent pas appliquées, la reddition à l'ennemi, quelle qu'en soit la cause, y fut considérée comme une haute trahison et punie comme telle des deux côtés, les combats furent acharnés, la mortalité élevée et les prisonniers de guerre ont été déportés dans des camps de travail forcé où ils furent soumis à la malnutrition. Aux crimes de guerre nazis perpétrés par la Wehrmacht répondirent ceux de l'Armée rouge. Des populations entières furent exterminées par les nazis (Slaves, Juifs, Tsiganes...) ou déportées par les Soviétiques (Tatars de Crimée, Allemands de la Volga, Tchétchènes, Ingouches...),.
Le bilan humain de la Grande Guerre patriotique en Europe varie entre vingt-sept et trente millions de morts de citoyens de l'URSS, militaires et civils. Ce bilan ne cesse d'évoluer depuis les années 1970, époque ou le régime soviétique commença à communiquer avec plus de volonté sur le conflit, et surtout, depuis 1986, avec le lancement de la perestroïka, où le régime communiqua avec plus de transparence, parlant progressivement de vingt millions de morts, puis vingt-cinq millions de morts. Depuis la faillite de l'URSS en décembre 1991, des documents sont encore déclassifiés, et l'estimation du bilan humain, depuis, dépasserait largement les vingt-sept millions de morts entre 1941 et 1945. Certains historiens, au fil des consultations de la documentation (archives) mise à jour, évoquent plus de trente millions de morts.

## Le mythe russe de la Grande Guerre patriotique
La Grande Guerre patriotique constitue un évènement central dans la culture officielle russe. Pour le vingtième anniversaire de la fin de la guerre, le 9 mai 1965, Léonid Brejnev crée la tradition des grandes parades militaires sur la place Rouge, à Moscou,. Le 9 mai est aussi une fête nationale en Russie post-soviétique et dans certaines des anciennes républiques soviétiques (День Победы, littéralement « le Jour de la Victoire »). 
Le 9 mai 1995 est inauguré le musée de la Grande Guerre patriotique, pour commémorer le 50e anniversaire de la victoire. 
En outre, les combattants de cette guerre patriotique ont été héroïsés en URSS, à l'exemple de Meri Avidzba, une pilote originaire de Soukhoumi.
Le mythe de la guerre qui ne commence qu'en 1941 permet également d'occulter les protocoles secrets du Pacte germano-soviétique pour se partager l'Europe de l'Est, et leur mise en application dès le début de la Seconde Guerre mondiale, : partage germano-soviétique de la Pologne (septembre 1939), agression soviétique de la Finlande, occupation soviétique des États baltes (1940), occupation soviétique de la Bessarabie et de la Bucovine du Nord.

## Dans la culture

### Cinéma
Requiem pour un massacre est une œuvre cinématographique dont l'action se déroule au cours des événements de la Grande Guerre patriotique en 1943 sur le territoire de la Biélorussie soviétique. L'intrigue documente l'errance d'un garçon biélorusse qui assiste aux horreurs des massacres de masse perpétrés par les envahisseurs nazis sur des civils. Ce long métrage est un drame de guerre soviétique réalisé par Elem Klimov sorti en 1985.